# NGC 1140
NGC 1140 je galaksija u zviježđu Eridan.

## Vanjske poveznice
- SEDS: NGC 1140